# Martin Schröttle
Temple de la renommée allemand : 1988
Martin Schröttle (né le 1er septembre 1901 à Munich, mort le 17 février 1972 dans la même ville) est un ancien joueur professionnel allemand de hockey sur glace.

## Carrière
Martin Schröttle  joue tout au long de sa carrière de joueur de hockey au SC Riessersee, où il remporte trois fois le championnat d'Allemagne en 1927, 1935 et 1938.
Avec l'équipe d'Allemagne, il participe aux Jeux olympiques de 1928 et de 1932. En 1932, l'équipe remporte la médaille de bronze, Schröttle est le porte-drapeau lors de la cérémonie d'ouverture. Il est aussi présent dans l'équipe vice-championne du monde et championne d'Europe en 1930.

## Palmarès
- Champion d'Allemagne : 1927, 1935 et 1938
- Médaille d'argent au championnat du monde de hockey sur glace 1930.
- Médaille d'or au championnat d'Europe 1930.
- Médaille de bronze aux Jeux olympiques de 1932.